# Kőkút
Kőkút est un village et une commune du comitat de Somogy en Hongrie.